# (1638) Руанда
(1638) Руанда (лат. Ruanda) — типичный астероид главного пояса, который был открыт 3 мая 1935 года южноафриканским астрономом Сирилом Джексоном в обсерватории Йоханнесбурга и был назван в честь существовавшей тогда мандатной территории — Руанда-Урунди.

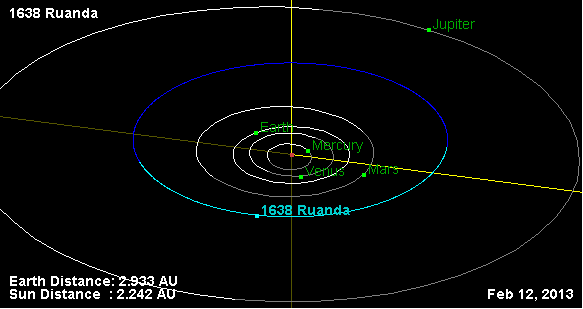
Орбита астероида Руанда и его положение в Солнечной системе